# Szlembark
Szlembark est une localité polonaise de la gmina et du powiat de Nowy Targ en voïvodie de Petite-Pologne.